# 주상철
주상철(1956년 10월 2일 ~ )은 대한민국의 방송인이다.

## 경력
- 입사 : 1980년 KBS 창원방송총국 입사 했고 1년 만에 1981년 대구MBC 前 아나운서, 2010년 대구MBC미디컴 前 대표이사, 2014년 TBN 경북교통방송 前 진행자

## 출연 프로그램

### TV
- 대구MBC - 영남기획
- 대구MBC - 생방송 금요일 저녁

### 라디오
- 대구MBC - 주상철, 김영주의 특급작전
- 대구MBC - 주상철, 이지아의 특급작전
- 대구MBC - 주상철, 김묘선의 특급작전
- TBN 경북교통방송 - 출발! 경북대행진